# オラトリー
オラトリー(Oratory)は、ポルトガルのメロディックスピードメタルバンドおよびネオクラシカルメタルバンドである。

## 略歴
ギターのミゲル・ゴメスとボーカルのマルコ・アウヴェスを中心として、1994年に結成された。その後、『Enchantation』と『Sarcastic Soul』2曲のデモを制作し、新たなメンバー編成を経て、最終的にアナ・ララ(ボーカル)、マルコ・アウヴェス(ボーカル)、ミゲル・ゴメス(ギター)、ルイ・サントス(ベース)、ジョアン・ロドリゲス(ドラム)、そしてアントニオ・シウバ(キーボード)というラインナップでバンドのメンバーが固まった。このラインナップで、タランチュラなどといった他のポルトガルのバンドとのライブ活動を重ねて経験を積んできた。

### メジャーデビュー
1999年、ポルトガル国内のレコード会社である『Recital Records』と契約し、4曲からなるシングル『Last Prophecy』をリリースした。そして2000年3月に、ルイス・バロスをプロデューサーに迎えて、デビューアルバムとなる『Illusion Dimensions』を制作、同年5月にリリースした。

### 2ndアルバムリリースとメンバーチェンジ
2001年2月、ボーカルの一人でありバンド創設者であるマルコ・アウヴェスがバンドを離脱、アナ・ララをメインボーカルに据えて活動を行う事となる。2002年1月、レベリオンのギタリストであるウヴェ・ルイスをプロデューサーに迎えて2ndアルバム『Beyond Earth』の制作を開始し、2002年5月20日にポルトガルで、2002年12月2日にその他ヨーロッパ地域で、2003年2月にはアメリカ合衆国で、その後2003年12月3日には日本でリリースされた。

2004年、ドラムのジョアン・ロドリゲスが一身上の都合でバンドを離脱し、後任として、創設メンバーの一人であったペドロ・カブラルが加入した。

## 音楽的特徴
ストラトヴァリウスから影響を受けたという透明感のある明快なメロディ、女性ボーカルであるアナ・ララの高らかな美声が本バンドの音楽性の大きな特徴である。また、男性ボーカルであるマルコ・アウヴェス在籍時は、前述したストラトヴァリウスのボーカルであるティモ・コティペルトに似たハイトーン・ボイスも大きな特徴であった。

## ディスコグラフィー
- Last Prophecy (EP)（1999年）
- Illusion Dimensions（2000年）
- Beyond Earth（2002年）
- Interludium (EP)（2005年）

## メンバー

### 現在
- アナ・ララ(ボーカル)
- ミゲル・ゴメス(ギター)
- アントニオ・シウバ(キーボード)
- ルイ・サントス(ベース)
- ペドロ・カブラル(ドラム)

### 過去
- マルコ・アウヴェス(ボーカル)
- ジョアン・ロドリゲス(ドラム)